# Grace Metalious
Grace Metalious, pseudonimo di Marie Grace De Repentigny (Manchester, 8 settembre 1924 – Boston, 25 febbraio 1964), è stata una scrittrice statunitense.

## Biografia
Nasce in una famiglia povera nella città operaia di Manchester nel New Hampshire (nell'area nordest degli Stati Uniti chiamata New England) e inizia a scrivere già in giovane età. Prima dei vent'anni si stabilisce a Gilmanton in seguito al matrimonio con George Metalious, preside della locale scuola.
La vita da casalinga di provincia le lascia il tempo di scrivere. Nel 1956 sceglie casualmente un agente letterario al quale invia il testo del romanzo a cui lavorava da tempo: Peyton Place (diffuso in Italia col titolo I peccati di Peyton Place), nel quale confluiscono sia aspetti autobiografici, come la sua gioventù povera, sia ispirazioni dalla cronaca: nel 1946 a Gilmanton una giovane uccise il patrigno che la violentava. L'opera ottiene un grande successo di pubblico, anche all'estero, entrando nel novero dei 16 maggiori best seller della storia, che hanno superato i 10 milioni di copie in tutti i tipi di edizione. La critica, al contrario, prima la snobba e poi la stronca. 
Nel 1959 scrive Ritorno a Peyton Place, un'opera meno densa di avvenimenti ma scritta meglio, che però ha un successo inferiore al primo romanzo. Muore all'età di 39 anni per cirrosi epatica da alcolismo. È sepolta nel cimitero di Gilmanton. Su di lei esiste una biografia di Emily Toth.

## Opere
- I peccati di Peyton Place (Peyton Place) (1956)
- Ritorno a Peyton Place (Return to Peyton Place) (1959)
- La camicia bianca (The Tight White Collar) (1961)
- Niente Eden per Adamo (No Adam in Eden) (1963)

## Adattamenti cinematografici e TV
- 1957 - I peccatori di Peyton (Peyton Place) di Mark Robson che ottenne 9 nomination al premio Oscar
- 1961 - Ritorno a Peyton Place (Return to Peyton Place) di José Ferrer
- 1964 - 1969 Peyton Place (soap opera)